# Анатомия падения
«Анатомия паде́ния» (фр. Anatomie d'une chute) — художественный фильм французского режиссёра Жюстин Трие, главную роль в котором сыграла Сандра Хюллер. Премьера состоялась в мае 2023 года на Каннском кинофестивале, где картина получила главный приз — «Золотую пальмовую ветвь». В 2024 году «Анатомия падения» получила «Оскар» в номинации «Лучший оригинальный сценарий».

## Сюжет
В уединённом горном шале недалеко от Гренобля Самюэль Малески включил музыку на чердаке так громко, что его жена, немецкая писательница Сандра Войтер, просит перенести встречу со студенткой, берущей у неё интервью. Их слабовидящий сын Даниэль, вернувшись с длительной прогулки со своей собакой-поводырём Снупом, обнаруживает Самюэля мёртвым под окном своего чердака. В разговоре со старым другом, адвокатом Венсаном Ренци, Сандра говорит, что падение должно было быть несчастным случаем.
Когда Венсан говорит, что суд этому не поверит, Сандра рассказывает Венсану о попытке суицида Самюэля, напившись аспирина шестью месяцами ранее, после того как он отказался от антидепрессантов. Венсан замечает синяк на её руке, который, по её словам, образовался от удара о столешницу.
В ходе полицейского расследования Даниэль рассказывает, что его родители спокойно беседовали, когда он вышел из дома, но при этом приводит противоречивые данные о том, где именно он стоял. В сочетании со вскрытием, показавшим, что рана на голове Самюэля появилась до того, как его тело упало на землю, брызгами крови и аудиозаписью, сделанной Самюэлем во время ссоры с Сандрой за день до его смерти, это даёт основание для обвинительного заключения.
В ходе судебного процесса защита Сандры утверждает, что Самюэль упал из окна чердака и ударился головой о сарай, в то время как сторона обвинения считает, что Сандра ударила его тупым предметом и столкнула с балкона третьего этажа. Во время прений в зале суда с психиатром Самюэля, который настаивает на том, что у Самюэля не было суицидальных намерений, она говорит о своей обиде на Самюэля.
В ходе ссоры Самюэль обвиняет её в плагиате, неверности и контроле над его жизнью. Затянувшийся спор переходит в физическое насилие, но неясно, кто кого бьет. Обвинение утверждает, что вся жестокость исходила от Сандры. Она говорит, что бросила стакан в стену и ударила Самюэля по лицу, что синяки на её руках появились из-за того, что Самюэль схватил её, а все остальное насилие — это избиение Самюэлем самого себя.
После того как Сандра признаётся, что у неё был роман с женщиной за год до смерти Самюэля, обвинение утверждает, что громкая музыка Самюэля свидетельствует о ревности из-за флирта Сандры с интервьюером, что привело к конфронтации, в ходе которой, по мнению обвинения, Сандра убила его. Обвинитель отмечает, что Сандра вписывала свои личные конфликты в свои рассказы и что убийство Самюэля могло быть зеркальным отражением мыслей второстепенного персонажа из её последнего романа.
Сандра протестует против того, что одна аудиозапись и близко не отражает характер их брака, а слова персонажа одного из её романов — её собственные взгляды.
Потревоженный произошедшим, Даниель настаивает на даче показаний перед заключительными слушаниями в следующий понедельник, и судья устанавливает строгие правила, чтобы никто не мог повлиять на показания Даниэля, в том числе приглашает судебного наблюдателя Мардж и требует, чтобы все разговоры велись на французском, несмотря на трудности Сандры с языком.
Даниэль просит Сандру покинуть их дом на выходные, чтобы за ним и Снупом присматривала только Мардж. Выслушав показания Сандры о передозировке аспирином Самюэлем, Даниель вспомнил, что Снуп в это время заболел, и теперь подозревает, что Снуп съел немного рвоты Самюэля, поэтому в выходные он намеренно кормит Снупа аспирином и обнаруживает, что он оказывает тот же эффект, что согласуется с показаниями Сандры.
Даниель признаётся Мардж в своих мучениях из-за попыток определить, что есть истина, и она советует ему, что иногда, когда мы не знаем, что действительно истинно, мы можем просто решить, что истинно для нас. На свидетельском месте Даниэль говорит, что если это сделала его мать, то он не может этого понять, но если это сделал его отец, то он может. Он свидетельствует, что, когда они с Самюэлем везли Снупа к ветеринару, отец говорил с ним о том, что нужно быть готовым к тому, что те, кого он любит, умрут, и знать, что его жизнь продолжится, что Даниэль теперь воспринимает как суицидальные мысли самого Самюэля.
Сандру вскоре оправдывают после показаний Даниэля. Когда она возвращается домой, Даниэль говорит ей, что боялся её возвращения, и она отвечает, что тоже боялась, что приводит к тёплым воссоединяющим объятиям. Отправляясь в постель, Сандра задерживается у фотографии, на которой она запечатлена с Самюэлем, а затем засыпает вместе со Снупом.

## В ролях
- Сандра Хюллер[4] — Сандра Войтер
- Сванн Арло — Венсан Рензи[5]
- Антуан Рейнартц — прокурор

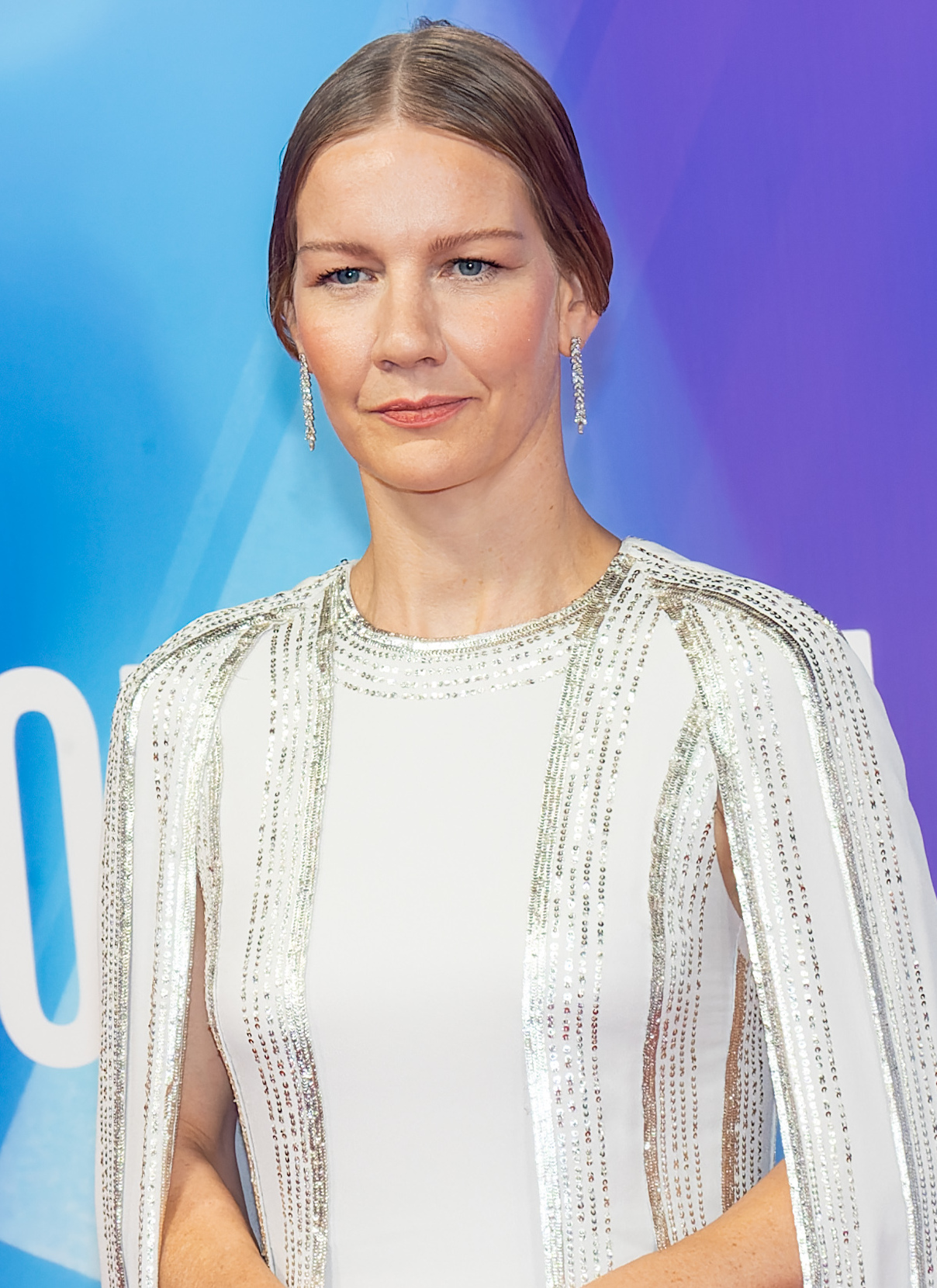
Сандра Хюллер получила признание критиков за свою игру и была номинирована на премию «Оскар» за лучшую женскую роль

- Майло Мачадо-Гранер — Даниэль Малески[5]
- Сэмюэл Тейс — Самюэль Малески
- Софи Фийер — Моника
- Дженни Бет — Мардж Бергер
- Месси (пёс) – Снуп

## Премьера и восприятие
Премьерный показ «Анатомии падения» состоялся в мае 2023 года на Каннском кинофестивале. Картина участвовала в основной программе и получила «Золотую пальмовую ветвь», а также награду Palm Dog; кроме того, фильм был одним из номинантов на получение Квир-пальмы.
Фильм удостоен пяти Премий Европейской киноакадемии: за лучший фильм, лучшему режиссёру (Жюстин Трие), лучшей актрисе (Сандра Хюллер), лучшему сценаристу (Жюстин Трие и Артур Арари) и лучшему монтажёру (Лорен Сенешаль). В 2024 году был номинирован на премию «Оскар» в 5 категориях, включая «лучший фильм», и получил «Оскар» в номинации «лучший оригинальный сценарий».
Фильм получил одобрение критиков. На сайте-агрегаторе рецензий Rotten Tomatoes 96 % из 216 отзывов критиков положительные, средняя оценка — 8,6/10. Консенсус сайта гласит: «Умный, крепко сделанный судебный фильм, основанный на семейной драме, „Анатомия падения“ показывает, что звёзды Сандры Хюллер и режиссёра/соавтора Жюстин Трие работают на пике». Metacritic, который использует средневзвешенную оценку, присвоил фильму 86 баллов из 100, основываясь на данных 43 критиков, что свидетельствует о «всеобщем признании».

## Награды и номинации
- 2023 — призы «Золотая пальмовая ветвь» и Palm Dog на Каннском кинофестивале.
- 2023 — 6 премий Европейской киноакадемии: лучший фильм, лучший режиссёр (Жюстин Трие), лучшая актриса (Сандра Хюллер), лучший сценарий (Жюстин Трие и Артур Арари), лучший монтаж (Лоран Сенешаль), приз европейских университетов.
- 2023 — Премия британского независимого кино за лучший международный независимый фильм.
- 2023 — премия Национального совета кинокритиков США за лучший международный фильм.
- 2023 — лучший фильм года по версии журнала Cahiers du cinéma.
- 2024 — премия BAFTA за лучший оригинальный сценарий (Жюстин Трие, Артур Арари), а также 4 номинации: лучший фильм, лучшая режиссура (Жюстин Трие), лучшая женская роль (Сандра Хюллер), лучший монтаж (Лоран Сенешаль).
- 2024 — премия «Оскар» за лучший оригинальный сценарий (Жюстин Трие, Артур Арари), а также 6 номинаций: лучший фильм, лучший фильм не на английском языке, лучшая режиссура (Жюстин Трие), лучшая женская роль (Сандра Хюллер), лучший монтаж (Лоран Сенешаль), лучший кастинг (Синтия Арра).
- 2024 — две премии «Золотой глобус» за лучший фильм не на английском языке и за лучший сценарий (Жюстин Трие, Артур Арари), а также две номинации за лучший фильм — драма и за лучшую женскую роль — драма (Сандра Хюллер).
- 2024 — 6 премий «Сезар»: лучший фильм, лучшая режиссура (Жюстин Трие), лучший оригинальный сценарий (Жюстин Трие, Артур Арари), лучшая женская роль (Сандра Хюллер), лучшая мужская роль второго плана (Сванн Арло), лучший монтаж (Лоран Сенешаль). Кроме того, лента получила 5 номинаций: лучшая мужская роль второго плана (Антуан Рейнартц), самый многообещающий актёр (Майло Мачадо-Гранер), лучшая операторская работа (Симон Бофис), лучшая работа художника-постановщика (Эманюэль Дюпле), лучший звук.
- 2024 — премия ««Давид ди Донателло» за лучший иностранный фильм.
- 2024 — премия Гойя» за лучший европейский фильм.
- 2024 — премия «Независимый дух» за лучший международный фильм.